# Samin Nosrat
Samin Nosrat (* 7. November 1979 in San Diego, Kalifornien) ist eine amerikanische Köchin und Gastronomiekritikerin. Sie schreibt regelmäßig Gastronomie-Kolumnen für das The New York Times Magazine und hat eine eigene Miniserie auf Netflix, Salz, Fett, Säure, Hitze.

## Leben
Nosrats Eltern waren 1976 aus dem Iran in die Vereinigten Staaten immigriert. Sie wuchs mit der Persischen Küche auf, erlernte selbst jedoch erst im Erwachsenenalter das Kochen.
1997 begann sie ein Studium an der UC-Berkeley mit dem Hauptfach Englisch. In ihrem zweiten Studienjahr aß sie zum ersten Mal bei Chez Panisse und beschloss, sich dort als  Hilfskraft zu bewerben. Nosrat stieg in der Hierarchie bis in die Restaurant-Küche auf und kochte schließlich unter Alice Waters. Nachdem sie Chez Panisse verlassen hatte, kochte sie in weiteren Restaurants in Berkeley und auch in Italien. Später arbeitete Nosrat zusammen mit Michael Pollan, bei dem sie Schreiben lernte. Sie taucht sowohl in seinem Buch Kochen. Eine Naturgeschichte der Transformation auf als auch in dem darauf basierenden Netflix-Special Cooked.
Nosrats 2017 erschienenes Kochbuch Salz, Fett, Säure, Hitze wurde von The Times London zum „Food Book of the Year“ gekürt und war ein New York Times Bestseller. Das Kochbuch gewann 2018 den James Beard Award.